# Rolf Öhman
Carl Rolf Nils Öhman, född 29 juli 1928 i Gävle Heliga Trefaldighets församling i Gävleborgs län, död 4 november 2016 i Täby distrikt i Stockholms län, var en svensk officer.

## Biografi
Öhman avlade officersexamen vid Krigsskolan 1950 och utnämndes till fänrik i Marinintendenturkåren samma år, varefter han befordrades till löjtnant 1952. Han tjänstgjorde 1959–1963 vid Intendentursektionen i Marinkommando Väst. Han befordrades 1960 till kapten och var chef för Skyddsdetaljen i Förrådsbyrån i Försvarets intendenturverk 1963–1965. Han befordrades till kommendörkapten av andra graden i Marinintendenturkåren 1965, varefter han tjänstgjorde i Plan- och budgetdetaljen i Centralplaneringen i Försvarets intendenturverk 1966–1968, varav som detaljchef en kortare tid under 1968. Han tjänstgjorde i Intendenturmaterielförvaltningen vid Försvarets materielverk 1968–1971, befordrades till överstelöjtnant i Intendenturkåren 1971 och var chef för Intendenturavdelningen vid staben i Östra militärområdet 1974–1975.
Åren 1975–1988 var Öhman verksam i Intendenturavdelningen i Huvudavdelningen för armémateriel i Försvarets materielverk, först som chef för Intendenturplaneringen 1975–1978. År 1978 befordrades han till överste, varefter han var chef för Drivmedelsbyrån 1978–1981. Han befordrades 1981 till överste av första graden och var teknisk direktör och chef för Intendenturavdelningen 1981–1988, under vilken tid han ledde den grupp som utvecklade Fältuniform 90. Öhman inträdde i Intendenturkårens reserv 1988.
Rolf Öhman invaldes 1976 som ledamot av Kungliga Örlogsmannasällskapet och 1979 som ledamot av Kungliga Krigsvetenskapsakademien. Åren 1993–1998 var han Kungliga Krigsvetenskapsakademiens andre sekreterare.